# Yogyakarta-Prinzipien
Die Yogyakarta-Prinzipien (Im Original: The Yogyakarta Principles. Principles on the application of international human rights law in relation to sexual orientation and gender identity) wenden mit 29 Prinzipien die Menschenrechte in Bezug auf sexuelle Orientierung und Geschlechtsidentität an. Sie sollen angewandt werden in Fällen einer möglichen Verletzung der Rechte von Lesben, Schwulen, Bisexuellen und Transgender, zusammengefasst LGBT. Sie wurden am 23. März 2007 von international anerkannten Menschenrechtlern im indonesischen Yogyakarta veröffentlicht.

## Hintergrund
In dem Dokument wird international geltendes Menschenrecht auf das Problem der Diskriminierung von Menschen aufgrund ihrer Geschlechtsidentität oder sexueller Orientierung angewandt. Es werden Maßnahmen benannt, welche Staaten ergreifen sollen, um Menschenrechtsverletzungen entgegenzuwirken. Ziel ist es, auf internationaler und nationaler Ebene Richtlinien zum diskriminierungsfreien Umgang zu schaffen. Die Prinzipien verbieten Folter, Todesstrafe, Ehrenmord und staatliche Diskriminierung und schreiben das Recht, eine Familie zu gründen, und das Recht auf Schutz der Gesundheit vor. Die deutsche Bundesregierung nannte die Yogyakarta-Prinzipien 2007 „einen wichtigen Beitrag der Zivilgesellschaft, der geeignet ist, die Debatte zum Thema Diskriminierung aufgrund sexueller Orientierung und Geschlechtsidentität zu versachlichen“.
Neben dem maßgeblichen Dokument in englischer Sprache liegen offizielle Übersetzungen in die anderen fünf Amtssprachen der Vereinten Nationen vor. Im Sommer 2008 wurden die Richtlinien von der Hirschfeld-Eddy-Stiftung ins Deutsche übertragen.
In 71 Staaten sind gleichgeschlechtliche sexuelle Handlungen verboten, wobei in 8 Ländern die Todesstrafe droht (Stand 2017). Dies führt zu Anfeindungen, Verletzung der Persönlichkeit bis hin zu körperlichen Angriffen, Vergewaltigungen und sogar Tötungen. Hinzu kommen Festnahmen und Gefangenschaft. Auch in Europa werden LGBT behördlicherseits vielfach diskriminiert. Vielfach wird ihnen das Recht auf freie Entfaltung ihrer Persönlichkeit abgesprochen. Anhand der Yogyakarta-Prinzipien kann geprüft werden, inwieweit die Menschenrechte für LGBT vollständig umgesetzt wurden.
Die Prinzipien zielen auf eine kohärente und umfassende Identifizierung der Verpflichtung der Staaten ab, alle Menschenrechte – insbesondere in Bezug auf die individuelle sexuelle Orientierung und Geschlechtsidentität – zu respektieren.
Eine Auswahl der Erstunterzeichner:
- Vitit Muntarbhorn, Professor an der Chulalongkorn-Universität in Bangkok, seit 2016 unabhängiger Experte für sexuelle Orientierung und Geschlechtsidentität des UN-Menschenrechtsrats
- Manfred Nowak, Professor für Verfassungs- und Menschenrechte an der Universität Wien sowie Sonderberichterstatter der Vereinten Nationen über Folter, Mitglied der Internationalen Juristenkommission
- Dimitrina Petrova (Bulgarien), Executive Director von „The Equal Rights Trust“
- Rudi Mohammed Rizki (Indonesien), Sonderberichterstatter der Vereinten Nationen für Internationale Solidarität, Dozent und Vizedekan für akademische Angelegenheiten des Fachbereichs Recht der University of Padjadjaran, Indonesien
- Mary Robinson, Gründerin von „Realizing Rights: The Ethical Globalization Initiative“, Staatspräsidentin Irlands und UN-Hochkommissarin für Menschenrechte
- Martin Scheinin, Professor für Staats- und Völkerrecht und Direktor des Instituts für Menschenrechte, Universität Åbo Akademi, Sonderberichterstatter der Vereinten Nationen für Förderung und den Schutz der Menschenrechte bei der Bekämpfung des Terrorismus
- Wan Yanhai (China), Gründer des „AIZHI Action Project“ und Leiter des AIZHIXING Instituts für gesundheitliche Aufklärung, Peking
- Stephen Whittle (Großbritannien), Professor für Gleichstellungsrecht an der Manchester Metropolitan University

## Die Yogyakarta-Prinzipien
Die Yogyakarta-Prinzipien sind mit einer 29-Punkte-Liste gegliedert. „Die Yogyakarta-Prinzipien sind die erste systematische Gesamtschau auf die Menschenrechtsgewährleistung für Lesben, Schwule[,] Bisexuell[e] und Transgender (LGBT)“. Sie wenden in internationalen Menschenrechtspakten kodifizierte Rechte auf LGBT an.